# 林俊廷
林 俊廷（りん しゅんてい）は、中華民国の軍人。旧広西派に属す。旧名は阿保。字は莆田。

## 事跡
初めは塩商人であったが、その後緑林の徒となった。1902年（光緒28年）、清朝に帰順して軍人となる。以後、管帯、督帯、統領と順調に昇進した。
1913年（民国2年）4月、巡防第2軍統領となる。1916年（民国5年）8月、桂林鎮守使に任命された。1917年（民国6年）10月、桂軍第2軍総司令に任命され、1920年（民国9年）、桂平鎮守使となる。
1923年（民国12年）1月、林俊廷は広西自治軍司令を自称し、同年3月、広西省省長代理を兼任した。11月、広東八属軍務督弁に任命された。しかし1924年（民国13年）9月、陳炯明配下の鄧本殷に敗れ、貴県（現在の広西チワン族自治区貴港市）に撤退する。
1925年（民国14年）1月、林俊廷は雲南省の唐継尭に与し、建国聯軍鄂桂辺防督弁兼広西省長に任命された。しかし同年7月、新広西派（新桂系）の李宗仁に大敗して下野した。
1933年（民国22年）、寧明県にて死去。享年58。